# 밴트리

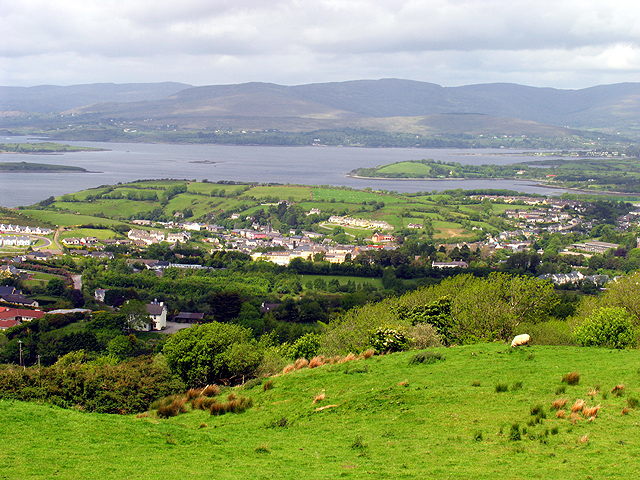
밴트리

밴트리(영어: Bantry, 아일랜드어: Beanntraí)는 아일랜드 코크주의 도시이다.